# Mesoschendyla franzi
Mesoschendyla franzi är en mångfotingart som beskrevs av Dobroruka 1959. Mesoschendyla franzi ingår i släktet Mesoschendyla och familjen småjordkrypare.
Artens utbredningsområde är Tchad. Inga underarter finns listade i Catalogue of Life.